# Mon amie Max
Mon amie Max é um filme de drama canadense de 1994 dirigido e escrito por Michel Brault. Foi selecionado como representante do Canadá à edição do Oscar 1995, organizada pela Academia de Artes e Ciências Cinematográficas.

## Elenco
- Geneviève Bujold - Marie-Alexandrine Brabant
- Marthe Keller - Catherine Mercier
- Johanne McKay - Marie-Alexandrine (adolescente)
- Marie Guillard - Catherine (adolescente)
- Michel Rivard - Denis Lajeunesse
- Rita Lafontaine - Madame Brabant
- Véronique Le Flaguais - Mme Michaud
- Jean-Louis Roux - Père Berube
- Patrice Bissonnette - Michael Simard